# مقاطعة بلاسر (كاليفورنيا)
مقاطعة بلاسر (بالإنجليزية: Placer County)‏ هي إحدى مقاطعات ولاية كاليفورنيا في الولايات المتحدة الأمريكية.

## أعلام
- رون ويلسون
- جورج دبليو. غريغوري